# Funtana Meiga
Funtana Meiga és un poble costaner que pertany a l'ajuntament de Cabras, a la província d'Oristany. És a la costa centro-occidental de l'illa de Sardenya en plena "Reserva Natural de Flora i Fauna de Seu", pertanyent a la famosa "Àrea Marina Protegida Península del Sinis-Illa de Mal di Ventre"; aquests espais naturals són molt valorats i podria dir-se que únics en el Mediterrani. El seu nom prové del dialecte sard antic i significa "Font" o "deu d'aigua" "medicinal" o "miraculosa".

## Història
Amb tota seguretat, encara que el poble actual és relativament recent, va albergar en l'antiguitat clàssica una important deu d'aigües termals molt estimades fins al punt que hagi arribat fins a l'actualitat el nom.
Existia ja, segons les últimes troballes, en època dels antics colons fenicis i abans d'ells en els temps dels primitius pobladors indígenes de l'illa una font d'aigües curatives dedicades als genis ancestrals protectors de la salut on gents de tot arreu venien a oferir sacrificis i ofrenes a canvi de salut.
El Sinis, de fet, deu el seu nom al famós gegant, fill de Posidó, déu del mar en la mitologia grega, que amb la seva extraordinària força va construir o va ajudar a construir els primitius nuraga (construccions megalítiques) que abunden a la zona mes que en qualsevol altra part de l'illa encara que molts estiguin molt deteriorats. Sinis va aixecar aquestes fortaleses de pedra per lluitar contra un perill que venia del mar (molt possiblement l'origen de la llegenda tingui la seva arrel en les incursions que una antiga coalició de pobles en l'època de la Guerra de Troia anomenats "Pobles del Mar" van fer desembarcant en les costes d'aquesta península).
Aquesta font o deu s'ha conservat fins als nostres dies havent quedat submergida en el mar a escassos 10 metres de la riba, en l'emplaçament d'una Vila Romana del segle primer abans de Jesucrist. Per localitzar-la sense problemes al bon observador li n'hi ha prou amb observar a ocells i vespes descendir fins a la vora mateixa de la superfície de l'aigua del mar i veure com beuen de l'aigua dolça que puja a pressió imposant-se fins a aproximadament un radi de mig metre a l'aigua salada. Aquest curiosíssim fenomen s'aprecia millor en els dies en què el mar està completament calmat.

## Geografia
El poble alberga vida tot l'any, amb un bar i un supermercat, encara que és preferentment una tranquil·la destinació per passar les vacances d'estiu. Envoltat per camps de cultiu tradicionals, grans espais de dunes (algunes d'elles de gran altura, arribant fins i tot als 15 metres) i extensions bastant grans de vegetació adaptada a les dunes típicament mediterrània (palmeres nanes, romaní, llentiscle, farigola, etc.) que arriba fins a la mateixa riba del mar.
Pràcticament tot el litoral de Funtana Meiga es caracteritza per ser d'aigües poc profundes amb platges de sorra molt fina combinades amb fragments de petxines marines i grans de quars blanc emportats pels corrents des de platges com Is Arutas o Mari Ermi, a poca distància de Funtana Meiga.
La platja del poble és també de poca profunditat, amb una sorra clara finíssima i una aigua molt neta i transparent amb reflexos que van des del verd maragda fins al blau turquesa, sense algues i lliure de posidònia.
A poquíssima distància hi ha les antiquíssimes ruïnes de la ciutat fenicio-púnica de Tharros, coneguda com la segona Cartago per la seva increïble riquesa i importància en el passat i les seves restes d'època romana i paleocristiana; destaquen a més diversos Nuragas (construccions megalítiques de l'edat del bronze), necròpolis púniques i romanes, una magnífica església paleocristiana i tres torres de vigilància espanyoles d'època medieval així com zones d'interès natural i paisatgístic com el Capo San Marco o la llacuna de Mistras.